# Pelotă
Pelota sau jai alai este poate cel mai rapid joc cu minge din lume. Este asemănător jocului de squash, dar se joacă pe un teren mult mai mare. În locul rachetei, jucătorii folosesc un coș curbat de 90 cm, care este atașat unei mănuși prinse strâns de încheietura mâinii. Acest lucru le permite ca mingea sa fie prinsă și aruncată la viteze extrem de mari. Jucătorii poartă căști pentru a-și proteja capul. Jocul este popular în Mexic și în alte țări vorbitoare de limba spaniolă. Dimensiunea mingii de pelota este ca a celei de baseball.